# Estado profundo
Un Estado profundo (en inglés: deep state), también conocido como Estado dentro del Estado o cloacas del Estado, hace referencia a una forma de gobierno clandestino de un Estado, operado mediante redes de grupos de poder encubiertas, que actúan de manera coludida, con el fin de seguir una agenda en común y objetivos propios de manera independiente y en paralelo al gobierno legítimo y/o elegido democráticamente, muchas veces cometiendo actos de corrupción. Ejemplos de los órganos del Estado que son utilizados para estos fines son las fuerzas armadas o autoridades civiles (servicios de inteligencia, policías, policías secretas, agencias gubernamentales y de la Administración Pública en general). Asimismo, este término es utilizado comúnmente para la creación de teorías de conspiración relacionadas con la política, en especial cuando existe un cambio de mando en el poder y pasa un partido o coalición opositora a ser oficialista.
Por otra parte, un Estado profundo también puede tomar forma a través de funcionarios atrincherados que actúen de manera no conspirativa, para promover sus propios intereses. La finalidad de un Estado profundo puede incluir la continuidad del Estado mismo, la seguridad del empleo para sus miembros, un mayor poder y autoridad, y la búsqueda de objetivos ideológicos. Puede operar por medio de la burocracia en oposición a la agenda de los funcionarios electos, obstruyendo, resistiendo y subvirtiendo sus políticas, condiciones y directivas. También puede tomar forma mediante empresas públicas o compañías privadas que actúan independientemente del control regulatorio o estatal.

## Etimología y términos relacionados
El concepto moderno de Estado profundo está asociado con la creación de una red secreta establecida en Turquía por Mustafa Kemal Atatürk en 1923, la cual se le fue conocida literalmente como «Estado profundo» («derin devlet» en turco). No obstante, previamente existieron ideas similares de mayor antigüedad, como en la Antigua Grecia, donde se originó el término κράτος ἐν κράτει (kratos en kratei), que posteriormente fue tomado por el Imperio romano con la frase en latín «imperium in imperio» o también «status in statu».
En España se emplea el sinónimo más informal y despectivo de cloacas del Estado, utilizado en los títulos del documental Las cloacas de Interior y de la serie de investigación periodística V, las cloacas del Estado.
Otro término relacionado es el de Estado dentro del Estado, que tradicionalmente designa una organización que adquiere un poder tal que es capaz de eludir la autoridad del Estado o incluso dictar su voluntad, y se ha empleado para calificar a organizaciones criminales como la mafia, los grupos de narcotraficantes o las bandas terroristas.

## Historia
Durante los siglos XVII y XVIII, el debate político en torno a la separación de la Iglesia y el Estado a menudo giraba en torno a la percepción de que si no se controlaba, la Iglesia podría convertirse en una especie de Estado dentro de un Estado, como una invasión ilegítima del poder civil natural del Estado laico.
Ejemplos históricos de organizaciones estatales acusadas de ser un estado dentro de un estado son las SS en la Alemania Nazi, la CIA en los Estados Unidos, el MI6 en el Reino Unido, la KGB en la Unión Soviética y la Guardia Revolucionaria Islámica en Irán.

## Estado profundo por país

### Estados Unidos
El estado profundo en los Estados Unidos es una teoría de la conspiración que sugiere que la colusión y el amiguismo existen dentro del sistema político estadounidense y constituyen un gobierno oculto dentro del gobierno legítimamente elegido. El autor Mike Lofgren cree que existe "una asociación híbrida de elementos del gobierno y partes de la industria y las finanzas de alto nivel que es capaz de gobernar el Estados Unidos sin referencia al consentimiento de los gobernados como se expresa a través del proceso político formal ", o considerar que el estado profundo engloba la corrupción que prevalece entre los políticos de carrera y los funcionarios públicos.

### Perú
La expresión «mafia caviar», simplemente llamada «caviar», es un peyorativo de uso recurrente en la política de Perú desde inicios del siglo XXI. Se basa en una teoría de conspiración —mayormente aludida a los espectros de izquierda, que se extendió al centro y afines a lo liberal—, según la cual existiría una «mafia» de intelectuales, ONG pro derechos humanos, medios de comunicación y políticos organizada para controlar el gobierno e impulsar una agenda de corte progresista en el Perú conformando un «Estado profundo» o «Deep State».
Este término es utilizado por políticos populistas tanto de derecha como de izquierda. En el caso primero, se extiende a las corrientes conservadoras modernas (véase neoliberalismo en el Perú) y se recurre en medios de comunicación como PBO Radio y el canal Willax, que destaca por sus programas de opinión como La hora caviar con Mariátegui y Beto a saber. Este peyorativo se representa, según analistas, como una manifestación local del concepto de «marxismo cultural», siendo señalados los «caviares» como financiados por la USAID y personajes como George Soros. En el ámbito de la izquierda, mientras tanto, los políticos adoptaron el calificativo para distanciarse de posturas moderadas o progresistas que califican como afines al imperialismo y «serviles» a la USAID.
En su sentido literal, la expresión fue empleada por algunos periodistas para referirse a los simpatizantes de izquierda burguesa que emergieron durante el gobierno de Juan Velasco Alvarado.  Sin embargo, el periodista Juan Gargurevich sostiene que el término ya se utilizaba a mediados del siglo XX con un sentido crítico hacia las personas que adoptaban ideas sociales liberales de forma superficial, una situación similar a la que se atribuye a la llamada «izquierda caviar». Esta interpretación, distorsionada a partir de su origen francoparlante, se utiliza como una forma de descalificar a quienes sostienen ideas progresistas sin argumentos sólidos.
Tras la llegada de Valentín Paniagua, y en consonancia con facciones progresistas del antifujimorismo, el término peyorativo se consolidó en el imaginario colectivo peruano como una forma de identificar a Paniagua y a otros partidarios de ideas liberales y progresistas. Este imaginario tuvo un gran impacto mediático y se convirtió en un tema de debate en el ámbito político. Sin embargo, el analista del conservadurismo, Fernán Altuve, señaló que el imaginario ocurrió tiempo después, con Alan García, quien quiso combatir las ideas del gobierno de transición de Paniagua (también citado por detractores como la «república caviar»). Algunas de las personas aludidas por esta expresión reivindicaron su pertenencia a este grupo, desmitificando su carácter ofensivo. Entre ellas, cabe destacar al periodista César Hildebrandt.